# Monestier (Dordogne)
Monestier ist eine französische Gemeinde mit 396 Einwohnern (Stand 1. Januar 2022) im Département Dordogne in der Region Nouvelle-Aquitaine (vor 2016: Aquitanien). Sie gehört zum Arrondissement Bergerac und zum Kanton Sud-Bergeracois.
Der Name in der okzitanischen Sprache lautet Monestièr, der auf das südokzitanische, gleichnamige Wort monestièr (deutsch Kloster) zurückgeht.
Die Einwohner werden Monestériens und Monestériennes genannt.

## Geographie
Monestier liegt ca. 15 Kilometer südwestlich im Einzugsbereich (Aire urbaine) von Bergerac im Gebiet Bergeracois der historischen Provinz Périgord an der südwestlichen Grenze zu den benachbarten Départements Gironde und Lot-et-Garonne.
Umgeben wird Monestier von den Nachbargemeinden:
| Ligueux (Gironde)              | Razac-de-Saussignac Saussignac              | Gageac-et-Rouillac |
| Margueron (Gironde)            | Kompassrose, die auf Nachbargemeinden zeigt | Cunèges            |
| Loubès-Bernac (Lot-et-Garonne) | Thénac                                      |                    |

Monestier liegt in dem Einzugsgebiet des Flusses Dordogne.
Der Seignal, ein Nebenfluss der Dordogne, bildet den Grenzfluss zu den Nachbargemeinden in den beiden Nachbardépartements. Der Ruisseau de la Malaise, ein Zufluss des Seignal, durchquert das Gebiet der Gemeinde zusammen mit seinem Nebenfluss, der Ruisseau des Auvergnats, der zudem in Monestier entspringt.
Der Ruisseau du Vacher, ein Nebenfluss der Gardonnette, bewässert ebenfalls die Gemeinde zusammen mit seinem Nebenfluss, dem Merlan.

## Geschichte
Die heutige Gemeinde umfasst die Gebiete der ehemaligen Pfarrgemeinden Monestier, Sainte-Croix, Coutures, Lenville und La Bastide. Die ersten beiden gehörten zum Baronat von Saussignac, die anderen zur Markgrafschaft von Puyguilhem.

### Pfarrgemeinde Monestier
Sie zählt zu den ältesten Pfarrgemeinden in der Gegend. Mosaiken und Keramikscherben aus der gallorömischen Zeit, die bei der Errichtung der heutigen Kirche gefunden wurden, belegen, dass sie bereits im fünften Jahrhundert bewohnt war. Es wurden auf dem Gebiet der Pfarrgemeinde vorkeltische Äxte und behauene Feuersteine entdeckt, die eine Besiedelung in der Urgeschichte belegen. Die erstmalige Erwähnung in den Aufzeichnungen erfolgte im Jahre 1053, als sich hier ein Kloster befand, das der Gemeinde ihren Namen gab. Die Mönche bauten neben dem Klostergebäude auch ein Hospital, in dem die Kranken des Umlands kostenlos aufgenommen und gepflegt wurden. Das Kloster befand sich im Weiler La Malaise, ungefähr einen Kilometer nordwestlich des Zentrums der heutigen Gemeinde. In dem heute bewaldeten Gelände gibt es allerdings keine Spuren des Klosters.
Die alte Kirche stand seit der Regentschaft des französischen Königs Ludwig XIII. an der Stelle des heutigen Friedhofs. Sie musste gegen 1880 aufgrund von Baufälligkeit abgerissen werden. Im 14. Jahrhundert wurde die Pfarrgemeinde vom Seigneur von Bergerac an Arnaud de Pelegrue, Bruder des Seigneurs von Eymet geschenkt und an den Gerichtsbezirk von Saussignac angegliedert, dem sie bis zur Französischen Revolution angehörte.
In Monestier gab es außerdem ein Priorat des Benediktinerordens, einem Ableger des Priorats von Petit-Ligueux, das der Abtei von Ligueux unterstand, das sich nach den Regeln der Cluniazensische Reform richtete. Die Gebäude dieses Klosters in Monestier sind erhalten geblieben. Künstlerisch gestaltete Kreuze und andere religiöse Symbole lassen sich an mehreren Orten finden. Auf der Tür eines alten Gebäudes, das in der Vergangenheit auch protestantische Gebetsstätte war, sind verwitterte Wappen zu sehen, die an eine Äbtissin oder einen gläubigen Spender erinnern. Möglicherweise sind drei Ringe darauf zu erkennen.

### Pfarrgemeinde Sainte-Croix
Sie wurde 1385 in der Form Par. Sanctæ Crucis in den Aufzeichnungen erwähnt. Im 14. Jahrhundert gehörte Sainte-Croix zur Bailliage von Gardone. Die Pfarrgemeinde wurde zur gleichen Zeit wie Monestier aus der Kastellanei von Bergerac herausgelöst und Arnaud de Pelegrue geschenkt. Zu einem späteren Zeitpunkt erwarb sie der Seigneur von Saussignac. Die Kirche von Sainte-Croix datiert aus dem 16. Jahrhundert. Während der Französischen Revolution stand sie leer, anschließend wurden keine Gottesdienste mehr aufgenommen. Die Gemeinde Monestier verkaufte das Gebäude an Mme de Manthé, die es in ein Grabgewölbe für ihre Familie umwandelte. Während der Umbauarbeiten entdeckte man das Grab von Charles-François d’Estut de Solminihac, Erzpriester von Bouniagues im Jahre 1667. Da er Pfarrer von Sainte-Croix gewesen war, wollte er hier bestattet werden. Neben den Gebeinen lag auch ein Schwert, das daran erinnert, das er Soldat gewesen war, bevor er Priester wurde. Auf der Grabplatte sind neben seinem Wappen ein Kelch und ein Kreuz eingraviert. Der Priester Raymond war von 1783 bis 1793 der letzte Pfarrer der Gemeinde.

### Pfarrgemeinde Coutures
Der Name ist eine Ableitung des lateinischen cultura (deutsch Bebauung, Anbau), was eine landwirtschaftliche Erschließung in der Römerzeit belegt. Die Pfarrgemeinde gab es sicherlich vor dem Jahr 1000, die Ursprünge der Kirche datieren aus dem 11. Jahrhundert. Erste Erwähnungen in den Schriften erfolgten 1086 in der Form Ecclesia quae dicitur de Couturas und 1135 als Parochia Sancti Petri de Costores laut Kopialbuch der Abbaye aux Dames Saintes in Saintes. Die Kirche wurde von Bischof Rainald von Périgueux an das Priorat von Saint-Sylvain in Lamonzie geschenkt.
Seit dem Hochmittelalter gehörte Coutures dem Gerichtsbezirk von Puyguilhem an. Bei der Loslösung aus der Markgrafschaft im Jahre 1777 erwarb Pierre-Charles de Gervain, der das Schloss Des Vigiers bewohnte, die Pfarrgemeinde mit allen Ebenen der Gerichtsbarkeit für einen Betrag von 24.580 Livre. Die Französische Revolution entriss diesem letzten Seigneur von Coutures alle seine Rechte. Die Kirche zerfiel und wurde im 19. Jahrhundert dank der Mitwirkung der Familie Monicourt neu erbaut.

### Pfarrgemeinde Lenville
Die ehemalige Pfarrgemeinde wurde 1053 in der Gallia Christiana in der Form Sanctus Martinus de Lenvilla erwähnt. Ihre Kirche war mit kostbaren und heiligen Reliquien bereichert, die von Gläubigen verehrt wurden, die von weit entfernten Orten anreisten. Die Kirche wurde im 16. oder 17. Jahrhundert von protestantischen Truppen zerstört. Allein ein Kreuz neben einem alten Friedhof zeugt von ihrem früheren Standort. Vom Zentrum der Gemeinde gibt es keinerlei Überbleibsel. Die Häuser wurden verlassen, weil auf dem Gebiet der Pfarrgemeinde eine Bastide errichtet werden sollte.

### Pfarrgemeinde La Bastide
Im Jahre 1265 gehörten Hugues de Puychagut, Grimard de Picon und Hélis de Saint-Michel gemeinsam die Burg und die Grundherrschaft von Puyguilhem. Sie überließen sie dem englischen König unter der Bedingung, dass er eine Bastide in ihrem Gerichtsbezirk errichten sollte. Da die Burg von Puyguilhem aber von französischen Truppen erobert wurde, wurde die Errichtung der Bastide nie vollendet. Ihre Anfänge wurden von den siegreichen Truppen verwüstet. Gemäß dem Vertrag vom 6. August 1777 verkaufte Larrard, Erwerber der Markgrafschaft Puyguilhem, die Gerichtsbarkeit aller Ebenen sowie alle feudalen Rechte an Gabriel de Brugière, der das Schloss von La Tour in Monestier bewohnte. Dieser stimmte zusammen mit dem Adel des Périgord für die Einberufung der Generalstände von 1789. Die Grundzüge der Bastide sind noch im Katasterplan von 1835 deutlich, der die neun vorgesehenen Viertel zeigt. Flurstücke von ca. zwölf Meter in der Breite und ca. dreißig Meter in der Tiefe waren für den Bau der Häuser abgesteckt. Als eines der ersten Gebäude wurde die kleine Kirche am Ende des 13. oder zu Beginn des 14. Jahrhunderts an der südöstlichen Ecke des zentralen Platzes gebaut. Die vorderen Fassaden der Häuser rund um diesen Platz sollten auf Pfeilern ruhen. Ein einziges Haus mit drei Arkaden scheint errichtet zu sein. Es besteht heute noch und wird „Haus des Gouverneurs“ genannt.

### Toponymie
Toponyme und Erwähnungen von Monestier waren:
- Sanctus Petrus de Monasterio (1053, Gallia Christiana),
- Prieuré des Mostiers (1304, Reise von Papst Clemens V.),
- Monasterie (1365, Kastellanei von Puyguilhem),
- Monestier (1750, 1793 und 1801, Karte von Cassini, Notice Communale bzw. Bulletin des Lois).[7][8][9]

### Einwohnerentwicklung
Nach Beginn der Aufzeichnungen stieg die Einwohnerzahl bis zur ersten Hälfte des 19. Jahrhunderts auf einen Höchststand von rund 870. In der Folgezeit sank die Größe der Gemeinde bei kurzen Erholungsphasen bis zu den 1990er Jahren auf 325 Einwohner, bevor eine moderate Wachstumsphase einsetzte, die heute noch anhält.
| Jahr      | 1962 | 1968 | 1975 | 1982 | 1990 | 1999 | 2006 | 2010 | 2022 |
| --------- | ---- | ---- | ---- | ---- | ---- | ---- | ---- | ---- | ---- |
| Einwohner | 456  | 444  | 355  | 346  | 325  | 332  | 361  | 164  | 396  |

## Sehenswürdigkeiten

### Schloss La Tour
Es wurde im 13. Jahrhundert als Burg in Hanglage unweit des Zentrums der heutigen Gemeinde errichtet, um das Tal zu überwachen. Die Familie Pelegrue, Seigneurs von Eymet und Grundherren von Monestier im 14. Jahrhundert, waren die ersten Burgherren. Zu Beginn des 17. Jahrhunderts gehörte die Burg der Ritterfamilie Puch, die es in die Hände eines Zweigs der Familie Verthamon übergab. Die Hochzeit von Izabeau de Verthamon mit Pierre de Brugière im Jahre 1614 brachte Letzteren in den Besitz des Anwesens. Die Familie de Brugière machte aus ihm ihren Wohnsitz für die kommenden zwei Jahrhunderte. Während der Regentschaft des französischen Königs Ludwig XV. führte sie einen Neubau durch und gab dem Schloss einen verfeinerte Erscheinungsform unter anderem mit dem Bau von Dächern in Mansarddachform. Ein großer Speisesaal wurde eingerichtet, mit Täfelwerk bekleidet und mit Deckenbalken versehen, ebenso wie eine Treppe mit schmiedeeisernem Geländer bestückt. Die Familie wollte sich von der Gängelung durch die Kastellanen von Saussignac loslösen, aber diese bestanden auf ihre Rechte. Dieser Streit zog sich bis zum 4. August 1789 in die Länge, bis er an diesem Datum unwiderruflich entschieden wurde. Mit Beginn des 19. Jahrhunderts gehörte das Gut Herrn de Masmontet de Fonpeyrine, einem langjährigen Bürgermeister von Monestier. In der Folgezeit gelangte es in den Besitz von Frau Cartier. Einer ihrer Ahnen war Jacques Cartier, der berühmte Seefahrer, der für seinen König Franz I. (Frankreich) den Sankt-Lorenz-Strom hinauffuhr und das Land für die Krone in Besitz nahm. Das Schloss ist heute in Privatbesitz und der Öffentlichkeit nicht zugänglich.

### Schloss Des Vigiers
Das Anwesen war ursprünglich ein Lehen, das unter dem französischen König Ludwig XIV. von den Seigneurs von Saussignac zugunsten des Jüngsten des Hauses Vigier de Saint Martin, dem Namensgeber des Schlosses, geschaffen wurde. Er übergab das Lehen in der Folge an die Familie Gervain, die das heutige Schloss erbauen ließen. Nach der Französischen Revolution gehörte es der Familie Pont du Chambon. Der ausgedehnte Wohnsitz besteht aus einem Wohntrakt mit einem Risalit, Flügeln, Türmchen und Pavillons sowie einer Spindeltreppe. Zwei Statuen aus Marmor, die einst den Garten verschönerten, konnten vom heutigen Besitzer bewahrt werden. Der Taubenschlag ist auf Pfeilern gebaut, typisch für das Gebiet des Périgord pourpre. Die sechs Pfeiler zeigen den Reichtum des Landguts und dienen gleichzeitig als Schutz vor Raubtieren. Heute birgt das Schloss ein Luxushotel und Restaurant mit einem Golfplatz auf einem Gut mit einer Größe von 135 Hektar.

### Chartreuse von La Bouzely
Das Anwesen befindet sich unweit der Kirche von Sainte-Croix und ist der ehemalige Wohnsitz der Familien Vidal, Ségur und Teyssandiet. Der Adelssitz ist auch unter dem Namen Montvert bekannt. Der Haupttrakt der Chartreuse besteht aus drei Jochen gleicher Größe zwischen zwei Gebäudeflügeln. Sein Dach ist mit runden Flachziegeln gedeckt. Der Ostflügel zeigt ein Mansarddach mit Flachziegeln, der höher gebaute Westflügel ein Dach mit Flachziegeln ohne Abknickung. An der Hofseite ist das mittlere Joch in einem leicht hervorstehenden Teil der Fassade eingebettet. Die hintere Fassade ist mit Wildem Wein bewachsen. Die Chartreuse ist heute in Privatbesitz und der Öffentlichkeit nicht zugänglich.

## Wirtschaft und Infrastruktur

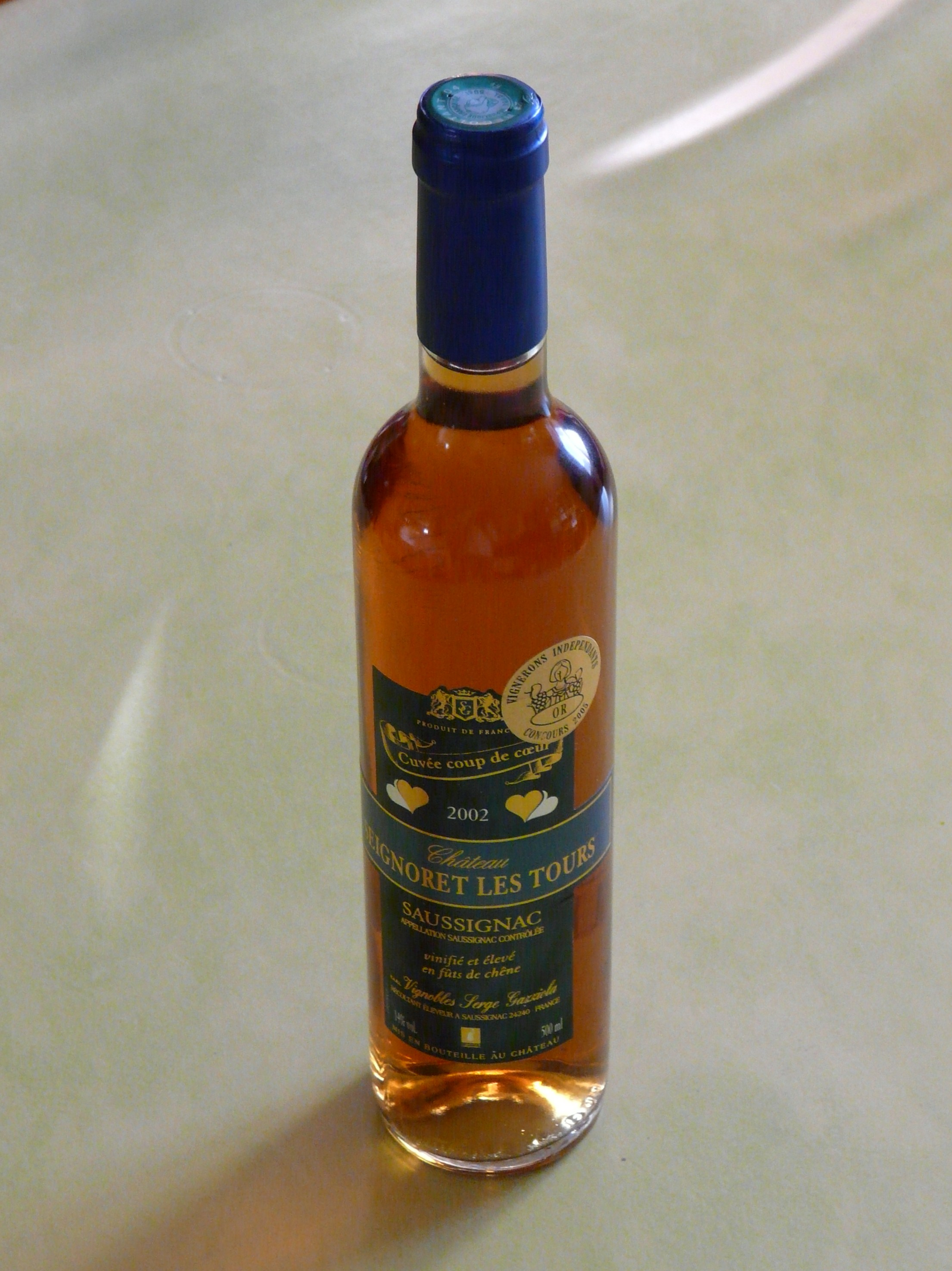
Weinflasche der AOC Saussignac

Monestier liegt in den Zonen AOC des Bergerac mit den Appellationen Bergerac (blanc, rosé, rouge), Côtes de Bergerac (blanc, rouge) und Saussignac, einem Likörwein.

### Bildung
Die Gemeinde verfügt über eine öffentliche Vorschule mit 25 Schülerinnen und Schülern im Schuljahr 2018/2019.

### Sport und Freizeit
- Das Landgut des Schlosses Des Vigiers bietet drei Goldparcours mit insgesamt 27 Löchern.

- Drei Rundwege führen durch das Gebiet der Gemeinde von Monestier:
  - Der Rundweg La boucle de Couture besitzt eine Länge von 8 km bei einem Höhenunterschied von 119 m,
  - Der Rundweg La boucle du Bourg de Monestier besitzt eine Länge von 5 km bei einem Höhenunterschied von 74 m,
  - Der Rundweg La boucle de la Bastide besitzt eine Länge von 5 km bei einem Höhenunterschied von 116 m.[17]

### Verkehr
- Die Route départementale 4 verbindet Monestier im Norden mit der Nachbargemeinde Saussignac und im weiteren Verlauf mit Gardonne auf der Achse Bordeaux–Bergerac.

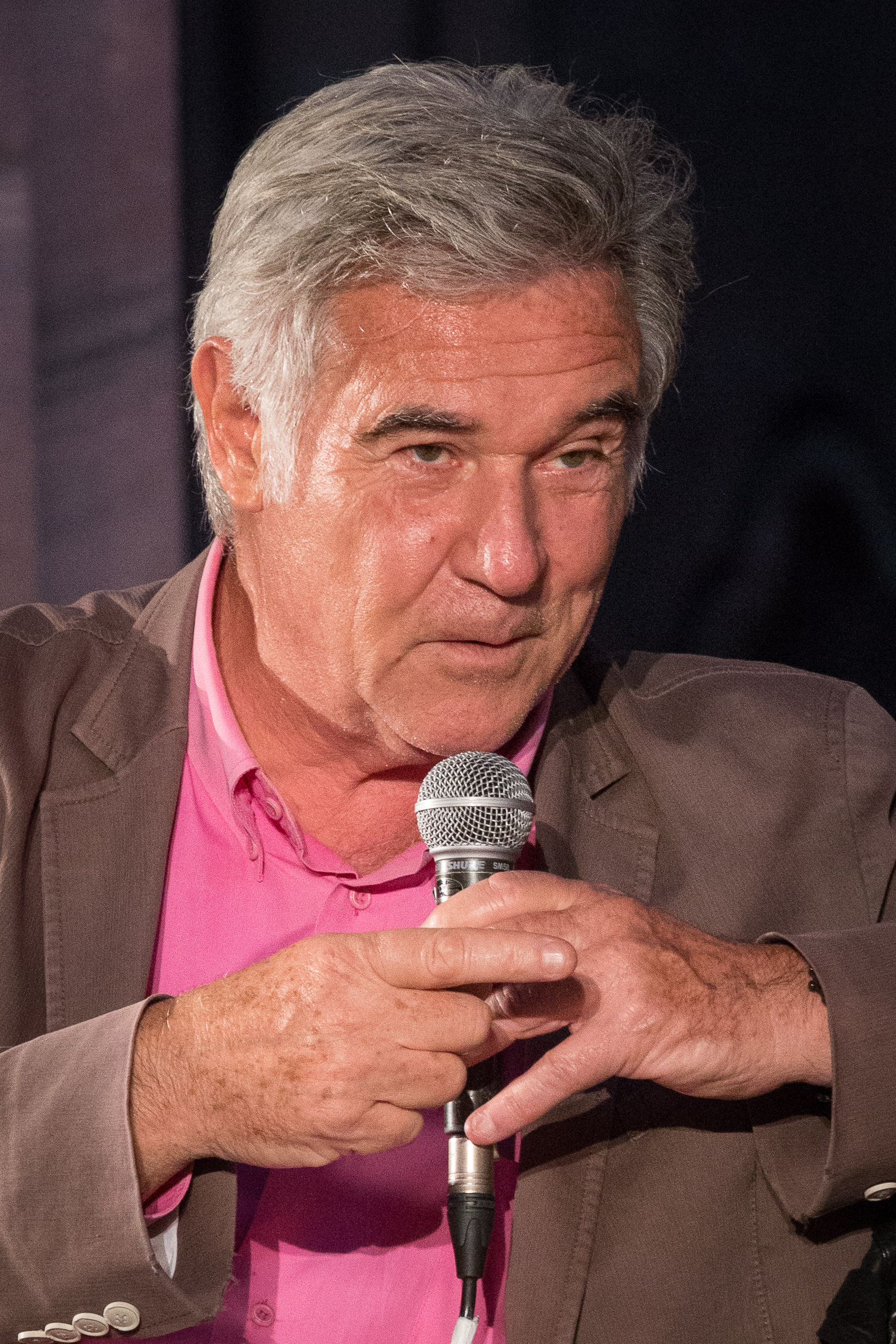
Georges Pernoud 2015

- Die Route départementale 16 verbindet die Gemeinde im Osten mit der Nachbargemeinde Cunèges und im weiteren Verlauf mit Lamonzie-Saint-Martin auf der Achse Bordeaux–Bergerac.
- Die Route départementale 18 durchquert das Gebiet der Gemeinde von Nord nach Süd und verbindet sie im Norden mit der Nachbargemeinde Razac-de-Saussignac und im weiteren Verlauf mit Sainte-Foy-la-Grande im Département Gironde, im Süden mit Eymet über Thénac.

## Persönlichkeiten
Georges Pernoud (1947–2021) war Journalist und Fernsehproduzent. Bekannt war er in Frankreich durch seine Fernsehserie Thalassa, die von 1980 bis 2017 präsentierte. Georges Pernoud hatte einen Wohnsitz in Monestier.